# Västerlösa
Västerlösa is een plaats in de gemeente Linköping in het landschap Östergötland en de provincie Östergötlands län in Zweden. De plaats heeft 214 inwoners (2005) en een oppervlakte van 45 hectare.